# Église Notre-Dame-d'Alydon d'Oppède
L'église Notre-Dame-d'Alydon ou Notre-Dame-de-Dolidon, est une collégiale catholique du XVIe siècle située en France dans le Vaucluse sur la commune d’Oppède. L'église fait l’objet d’une inscription au titre des monuments historiques le 11 octobre 1929.

## Localisation

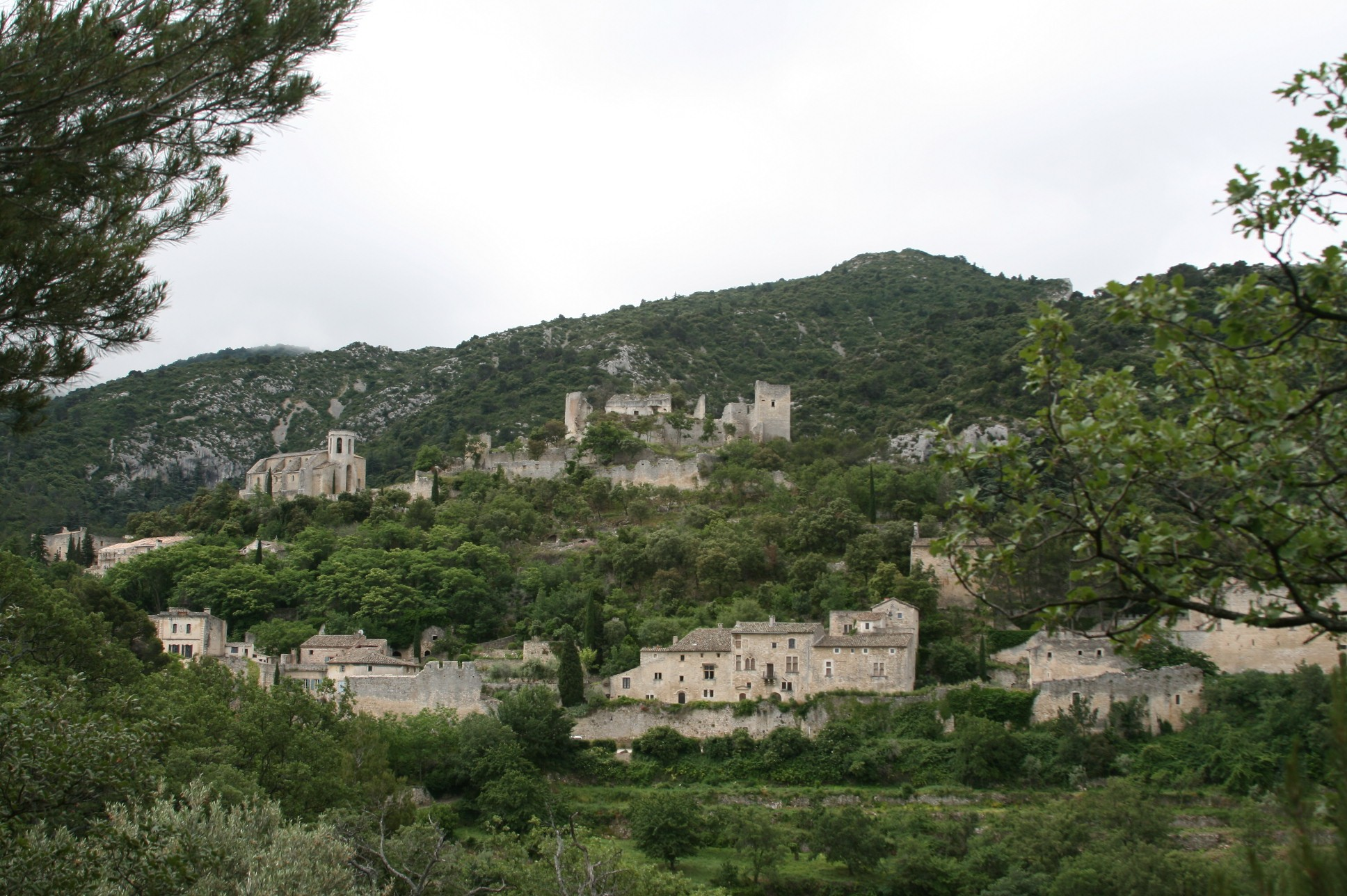
Vue d'ensemble avec la collégiale en haut à gauche.

L'église est située en France, dans le département de Vaucluse, sur la commune d’Oppède, au sud du vieux village, rue du chapitre. Située tout en haut du vieil Oppède, sur un promontoire rocheux du Luberon dominant un grand panorama, l’église n’est pas accessible en voiture.

## Historique
La date de construction de l’église primitive est inconnue. Elle date probablement du Xe siècle ou XIe siècle. Elle est antérieure au XIIIe siècle car elle est signalée pour la première fois en 1235.
De style roman, elle est remaniée au XVIe siècle, puis en 1592 avec des adjonctions gothiques. 
En 1546, Maynier d'Oppède la fait ériger en collégiale par Antoine Trévula le vice-légat du pape Paul III.
De 1511 à 1779, l'église est désignée par le vocable « beata Maria dolidonis ». Notre Dame Dolidon est la Vierge des Douleurs, implorée par les souffrants ou pour eux.

## Restauration

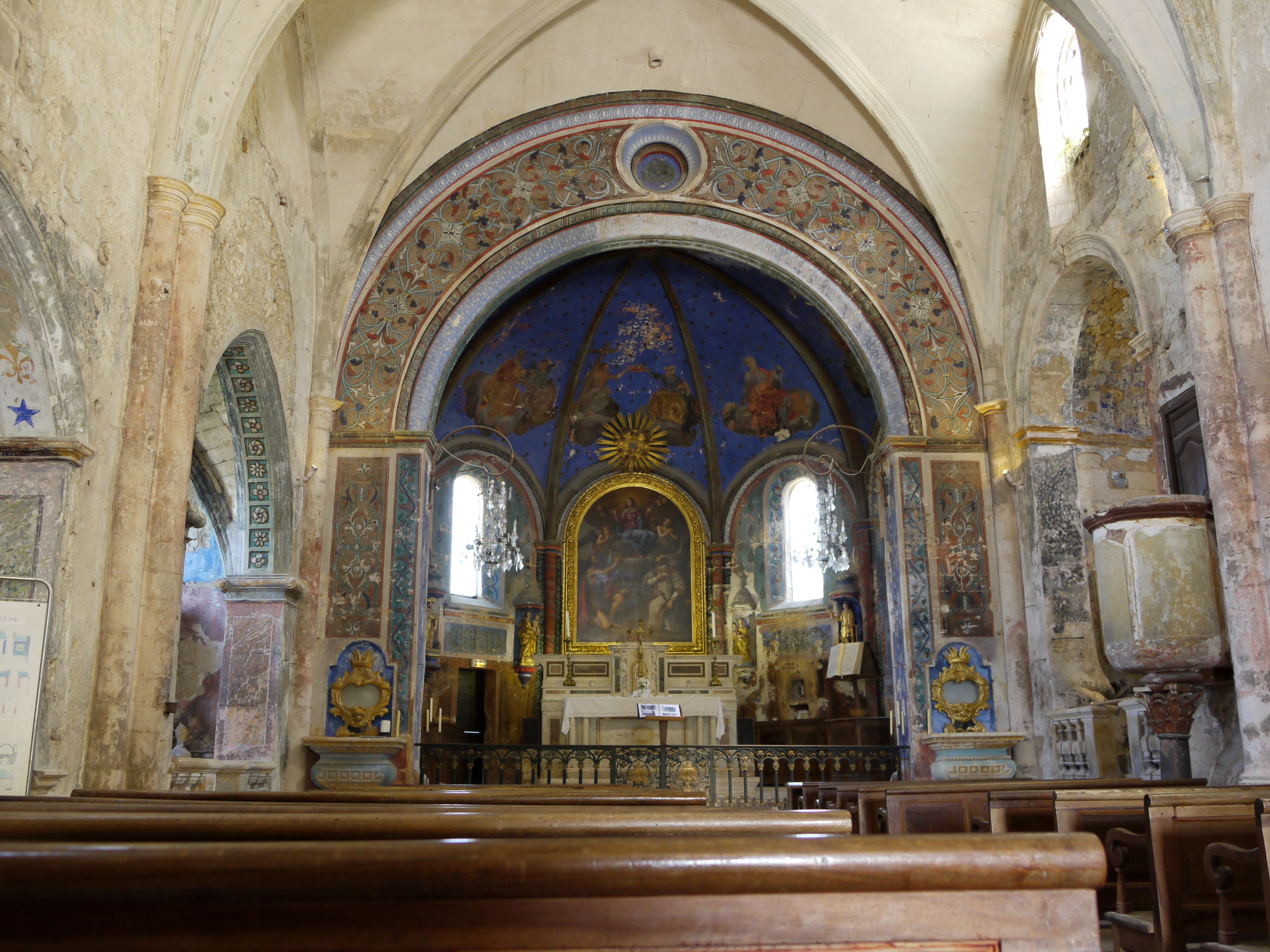
Le chœur de la collégiale.

En 2000 la collégiale nécessite une importante restauration due au problème d'infiltration d'eau par la couverture en dalle de pierre et par les parois. L’humidité empêche de finir les restaurations intérieures des chapelles, des peintures et du mobilier.
Pour financer la restauration, de nombreux artistes s’impliquent dans le projet lors de l’Oppède Festival. L'humoriste français Michel Leeb est le parrain du projet.
La chapelle Notre-Dame du Rosaire est le premier chantier intérieur après les toitures et murs extérieurs. Le tableau Remise du Rosaire à saint Dominique et sainte Catherine de Sienne de Reynaud-Levieux a été réinstallé en 2005 à la suite de sa restauration par Thierry Martel de Goult. La restauration du retable du XVIIIe siècle en bois doré et peint encadrant le tableau a été exécutée par Monsieur Duvieuxbourg d'Avignon. La pierre d’un nouvel autel de style baroque, a été financée par la Société Méridionale de Carrières d'Oppède.

## Description

Plan de la collégiale.

Le clocher-porche hexagonal est construit entre 1500 et 1501. L’église est composée de trois travées accostées de six chapelles. Le chœur octogonal a une septième chapelle. L’édifice est renforcé par huit contreforts qui soutiennent la voute en plein cintre de la nef qui date du XVIIe siècle. Le chœur en abside à trois pans est fini de construire en 1592.

## Musique
L'église est le lieu de tournage du clip Go on de Tom Leeb.